# Radkovice u Hrotovic
Radkovice u Hrotovic là một làng thuộc huyện Třebíč, vùng Vysočina, Cộng hòa Séc.